# Notaspidea
Notaspidea (syn. Pleurobranchiacea) – wyróżniany dawniej rząd morskich ślimaków tyłoskrzelnych. Występują na dnach piaszczystych i mulistych. Muszla w stosunku do ciała drobna, czapeczkowata, pokrywa grzbiet ciała, nieosłonięta, osłonięta płaszczem lub brak. Płaszcz u niektórych gatunków usztywniony wapiennymi igłami lub płytkami. Skrzele z prawej strony ciała, pomiędzy nogą a brzegiem płaszcza.
Takson ten został wprowadzony jako podtakson Tectibranchiata obejmujący rodzaje Pleurobranchus i Umbrella i w tym znaczeniu był później definiowany. Wykazano jednak, że w takim ujęciu byłby polifiletyczny i zamiast niego wyróżnia się obecnie rzędy Pleurobranchida i Umbraculida.